# Rosema myops
Rosema myops är en fjärilsart som beskrevs av Felder 1874. Rosema myops ingår i släktet Rosema och familjen tandspinnare. Inga underarter finns listade.